# 카와키타 사이카
카와키타 사이카(일본어: 河北 彩花 가와키타 사이카[*], 1999년 4월 24일~)는 일본의 AV 여배우이다. 2018년 데뷔했으며 2019년 3월 은퇴했다. 이후 2021년 7월에 복귀하여 활동을 재개했다. 그녀는 현재 호쿠토 코퍼레이션 산하 S1 NO.1 STYLE 레이블과 계약을 맺고 있다.
사이카는 업계에서 가장 인기 있는 JAV 여배우 중 한 명으로 급부상했다. 2022년 9월 현재 41편의 영화에 출연했고, 국제적인 스타덤과 전 세계의 팬들을 얻었다.

## 경력
사이카는 2018년 4월 S1에서 제작한 "신인 No.1 STYLE 카와키타 사이카 AV 데뷔" 로 데뷔했다. 그녀는 데뷔와 동시에 AV계에서 성공을 거두었다. 그녀의 작품은 FANZA의 2018년 영화 순위에서 1위와 4위를 차지했다. 신인 2019 FANZA 어덜트 어워드 스트리밍 및 대여 부문 작품상 수상했다.
5개월 동안 6편의 촬영이 끝난 후, 사이카는 AV 세계에서 홀연히 사라졌다. 이 공백기 동안, S1은 기존 영상의 모음집으로 미공개 장면들을 공개했다. 홍콩 신문 오리엔탈 데일리 뉴스는 사이카를 독자들이 은퇴 후 가장 원하는 모델 중 하나로 꼽았다. 이후 인터뷰에서 사이카는 지인들이 자신의 AV 경력을 알게 되어 은퇴했다고 설명했다.
2021년 7월 14일, 사이카는 잡지 FANZA에 복귀를 선언하고, 복귀작인 카와키타 사이카 Re:Start를 발매했다. 사이카는 그 이후로 계속 활동적이다.

## 작품 활동
S1 NO.1 STYLE 소속의 카와키타 사이카의 작품 목록이다.

### 2018년
| 발매일          | 비디오 제목                                                            | ID      | 비고 |
| --------------- | ---------------------------------------------------------------------- | ------- | ---- |
| 2018년 4월 19일 | 신인 NO.1 STYLE 카와키타 사이카 AV 데뷔                                | SSNI190 |      |
| 2018년 5월 19일 | 쾌감! 초·체·험 8채화의 섹스 듬뿍 차분히 보여줍니다. 3본방 240분 스페셜 | SSNI216 |      |
| 2018년 6월 19일 | 사이카랑 하메마쿠리 이챠이챠 동거하자                                  | SSNI240 |      |
| 2018년 7월 19일 | 어울리는 체액, 농밀섹스 완전 노컷 스페셜                               | SSNI266 |      |
| 2018년 8월 19일 | 카와키타 사이카의 두근두근 풍속 첫 체험 봉사 7회전풀코스               | SSNI288 |      |
| 2018년 9월 19일 | 카와키타 생애 첫 트랜스 성교새우 휨, 경련, 대절정 오가즘 180분 스페셜  | SSNI309 |      |

### 2019년
| 발매일          | 비디오 제목                                               | ID      | 비고 |
| --------------- | --------------------------------------------------------- | ------- | ---- |
| 2019년 3월 19일 | 카와키타 사이카 첫 베스트 전 6 타이틀 8시간 컴플리트 BEST | OFJE186 |      |

### 2021년
| 발매일           | 비디오 제목 | ID      | 비고 |
| ---------------- | --- | ------- | ---- |
| 2021년 7월 13일  | 미공개 영상 수록 프리미엄 에디션! 디렉터스 컷판 신인 NO.1 STYLE 카와키타 사이카 AV 데뷔                                                                                   | SSIS160 |      |
| 2021년 7월 19일  | 미공개 영상 수록 프리미엄 에디션! 쾌감! 초·체·험 8채화의 섹스 듬뿍 차분히 보여줍니다. 3본방 240분 스페셜                                                                  | SSIS161 |      |
| 2021년 7월 19일  | 카와키타 사이카 Re:start! | SSIS129 |      |
| 2021년 7월 25일  | 미공개 영상 수록 프리미엄 에디션! 어울리는 체액, 농밀섹스 완전 노컷 스페셜                                                                                                | SSIS163 |      |
| 2021년 7월 25일  | 미공개 영상 수록 프리미엄 에디션! 디렉터스 컷판 사이카와 하메마쿠리 이차이차 동거하자                                                                                     | SSIS162 |      |
| 2021년 8월 1일   | 미공개 영상수록 프리미엄 에디션! 디렉터스컷판 하북채화의 두근두근 풍속 첫체험 봉사 7회전 풀코스                                                                           | SSIS164 |      |
| 2021년 8월 1일   | 미공개 영상 수록 프리미엄 에디션! 하북채화 생애 첫 트랜스 성교새우 휨, 경련, 대절정 오가즘 180분 스페셜                                                                   | SSIS165 |      |
| 2021년 8월 19일  | 카와키타 사이카 Re:Start! 2장 진심 절정 3본방 4K 초화질로 어른이 된 채화의 부끄러운 모습 듬뿍 차분히 보여드리겠습니다 스페셜                                              | SSIS158 |      |
| 2021년 9월 28일  | 카와키타 사이카 Re:start!3장 Deep Impact 사이카의 딥 KISS & DEEP 페라치오                                                                                                 | SSIS194 |      |
| 2021년 10월 26일 | Re:Start! 제4장 가호쿠 아야카의 “소” 찻집 SEX 문서 | SSIS222 |      |
| 2021년 11월 23일 | 카와키타 사이카의 10가지 변화 극상 자위 지원 | SSIS252 |      |
| 2021년 11월 25일 | VR NO.1STYLE 카와키타 사이카 해금 | SIVR171 |      |
| 2021년 12월 28일 | 총 29명! 긴 자 16시간! 총 169코너 수록! 너무 사치스러운 디스크 4장 세트! No.1AV 메이커에서 올해 가장 많이 팔린 걸작 100타이틀 전 수록!초호화 2021년 S1 여배우 올스타 BEST | OFJE343 |      |
| 2021년 12월 28일 | 연하의 나를 미치게 하는 22살 미인 귀여운 가정교사 카와키타 아야카 | SSIS280 |      |

### 2022년
| 발매일           | 비디오 제목 | ID      | 비고 |
| ---------------- | --- | ------- | ---- |
| 2022년 1월 11일  | 첫 판매 BEST of BEST 복주머니 2022 S1 여배우 총 35명들이 신춘 올섹스 150 연발                                                                               | OFJE345 |      |
| 2022년 1월 25일  | 당신에게 기대어 부드럽게 자멘 짜내는 S1 여배우 24명의 시코시코 드림 그 기분은 SEX 이상! 손코끼 연속 사정 100연발 스페셜                                     | OFJE347 |      |
| 2022년 1월 25일  | 신 교차 체액 농밀섹스 완전 노컷 5본방 | SSIS308 |      |
| 2022년 2월 22일  | 101의 인기척 호야호야 민감마●이따로 쫓아 푸쉬 BEST~잇는 직후인데도 초만에 번쩍이고 그대로 쭉-익 리필 섹스 101연발~                                          | OFJE351 |      |
| 2022년 2월 22일  | 카와키타 사이카가 봉사해주는 최고급 5성 소프랜드 | SSIS334 |      |
| 2022년 3월 3일   | 카와키타 사이카가 키스로 가득히 치유해줄게 | SIVR191 |      |
| 2022년 3월 22일  | 한 달의 금욕을 거쳐 본능대로 탐하고 초조하게 굴며 신이 난다. 구애 오르가즘 교미                                                                             | SSIS361 |      |
| 2022년 4월 12일  | 에스원 NO.1 테라피스트들이 치●포가 바보가 될 때까지 누이해주는 로저스 남성 에스테틱 100명 가게에 오신 것을 환영합니다 8시간 BEST                            | OFJE357 |      |
| 2022년 4월 20일  | 카와키타 사이카가 유혹해오는 두근두근 몰입 상황 3가지 | SIVR204 |      |
| 2022년 4월 26일  | 당신을 바라보고 놓지 않아...단둘만의 상황에서 계속 당신만을 바라보고 SEX해주는 완전주관 50코너 8시간 베스트                                                 | OFJE359 |      |
| 2022년 4월 26일  | 사이카의 입으로 얼굴마사지 | SSIS387 |      |
| 2022년 5월 10일  | 총 42명! 거센 기승위 100연발! 외모, 스타일, 에로움을 120% 즐길 수 있는 S급 여배우가 격렬하게 아름답게 춤을 추는 쾌감 말타기 러쉬 8시간                      | OFJE361 |      |
| 2022년 5월 24일  | S1 여배우, 날다. 안면 편차치 MAX의 미녀들이 천박하게 땀 · 조수 · 아헤안 일제 해방하는 뇌즙 다다미 누출 세크 8 시간                                          | OFJE363 |      |
| 2022년 5월 24일  | 10발 사정해도, 아침을 맞이해도, 카와키타 사이카에게 오로지 범하고 싶다...                                                                                   | SSIS413 |      |
| 2022년 6월 12일  | 카와키타 사이카랑 VR로 동거하자! | SIVR212 |      |
| 2022년 6월 14일  | 하북채화랑 VR로 동거하자!섹스도 자위도 금지된 무라무라 전개 문서 금욕이 끝난 성욕 개방 SEX도 치●포 간청 리필 SEX도 전부 수록!!S1 금욕 시리즈의 BEST of BEST | OFJE365 |      |
| 2022년 6월 28일  | K 촬영영상 완전주관 자위 지원 | SSIS440 |      |
| 2022년 7월 21일  | S1 VR 베스트 2탄 도입~전희~섹스까지 완전 노컷 녹화 대볼륨 1005분!엄선 20명! 초몰입 20본방                                                                   | SIVR223 |      |
| 2022년 7월 26일  | S1 여배우 46명이 새우튀김 대절정! 추격 피스톤으로 마코바보가 될 때까지 비큰비큰 대경련 끝내기 100본방                                                       | OFJE371 |      |
| 2022년 7월 26일  | 카와키타 사이카의 농후한 타액 성교 | SSIS468 |      |
| 2022년 8월 9일   | REIWABESTHITS!! 일본 No.1AV 메이커 S1에서 레이와 역사상 가장 많이 팔린 75타이틀 12시간 베스트                                                               | OFJE373 |      |
| 2022년 8월 23일  | 가장 사랑하는 사람과 몇 년만의 재회… 함께 보낼 수 있는 단 몇 시간은 자는 동안에도 아껴 SEX를 하고 싶다.                                                     | SSIS499 |      |
| 2022년 9월 3일   | 너 자는 것 뿐이야. 카와키타 사이카가 다가오는 천장 특화 3가지 상황                                                                                          | SIVR226 |      |
| 2022년 9월 27일  | 인생 첫 절정, 그 너머로 | SSIS531 |      |
| 2022년 10월 11일 | 카와키타 사이카 Re: start! 1st BEST 12집 12시간 | OFJE380 |      |
| 2022년 10월 11일 | 일본제일의 초단체 AV 메이커 S 12022 년 상반기 베스트 셀러 12시간                                                                                            | OFJE381 |      |